# Cosmisoma rhaptos
Cosmisoma rhaptos är en skalbaggsart som beskrevs av Giesbert och Chemsak 1993. Cosmisoma rhaptos ingår i släktet Cosmisoma och familjen långhorningar.
Artens utbredningsområde är Panama. Inga underarter finns listade i Catalogue of Life.